# Идолга
И́долга — река в Саратовской области России, течёт через Татищевский и Аткарский районы. Устье реки находится в 512,9 км по левому берегу реки Медведица. Длина реки составляет 91 км. Площадь водосборного бассейна — 1120 км².

## Притоки
(км от устья)
- 26 км: Сосновка (п);
- 44 км: Грязнуха (л);
- 44 км: Малая Идолга (п);
- 57 км: Грязнуха (л);
- 62 км: Грязнуха, у с. Кувыка (л)[4];

## Населённые пункты
Своё начало берёт у села Большая Ивановка. Впадает в Медведицу близ села Озёрное, на высоте 136 м над уровнем моря. На реке расположен районный центр Татищево, а также одноимённое село.

## Фотографии

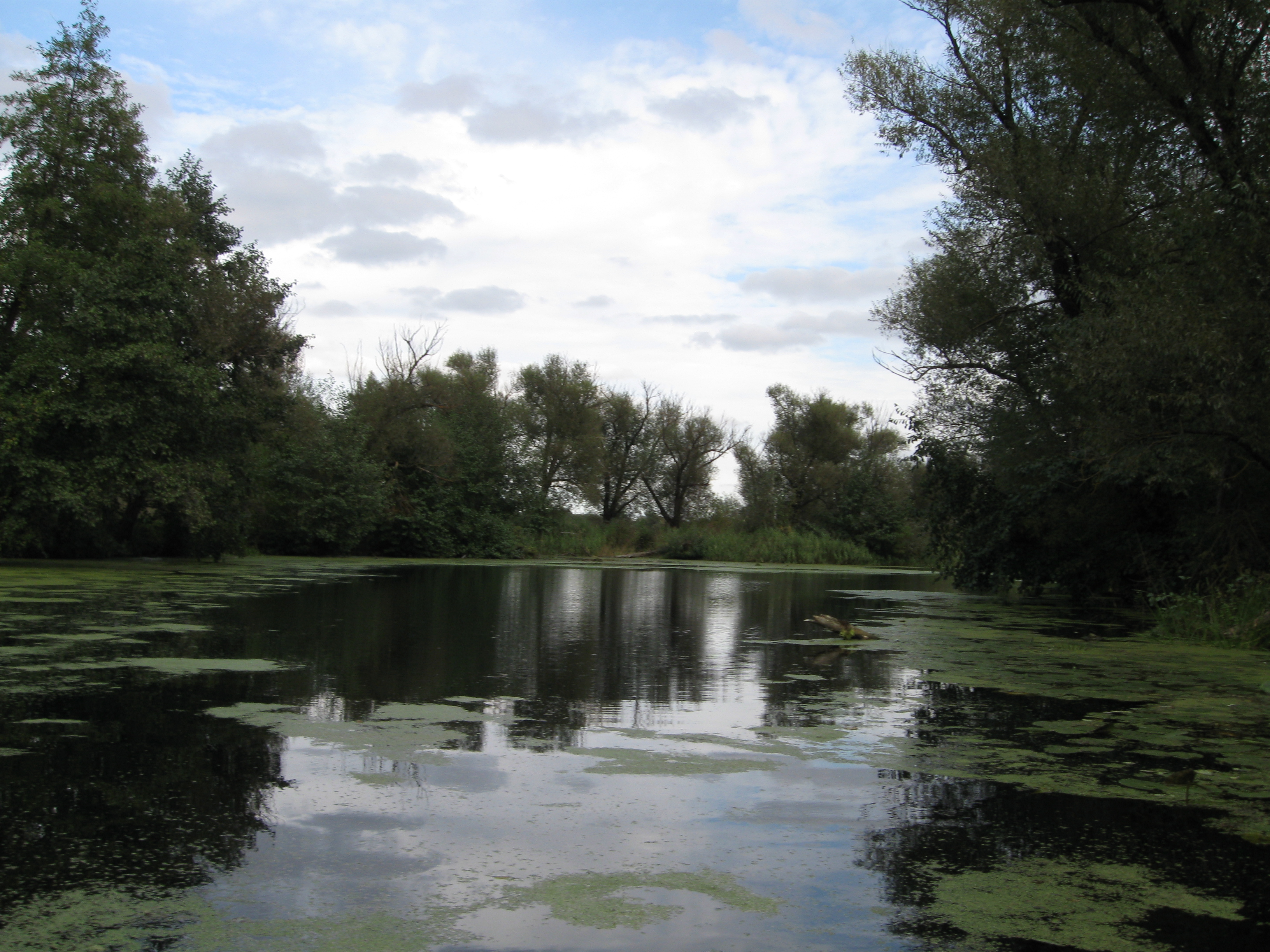
Идолга в Озерном
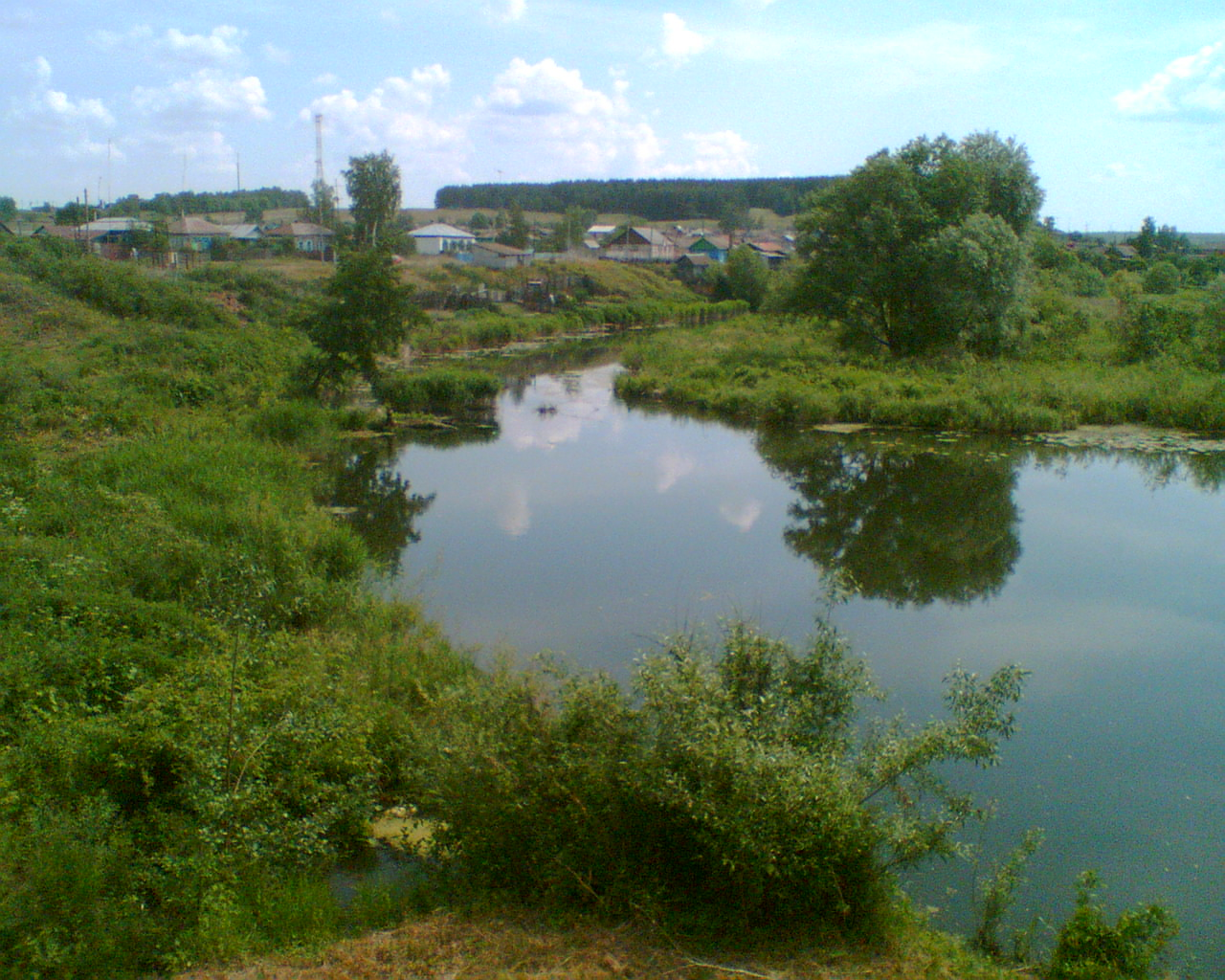
Идолга в Озерном (район железного моста)
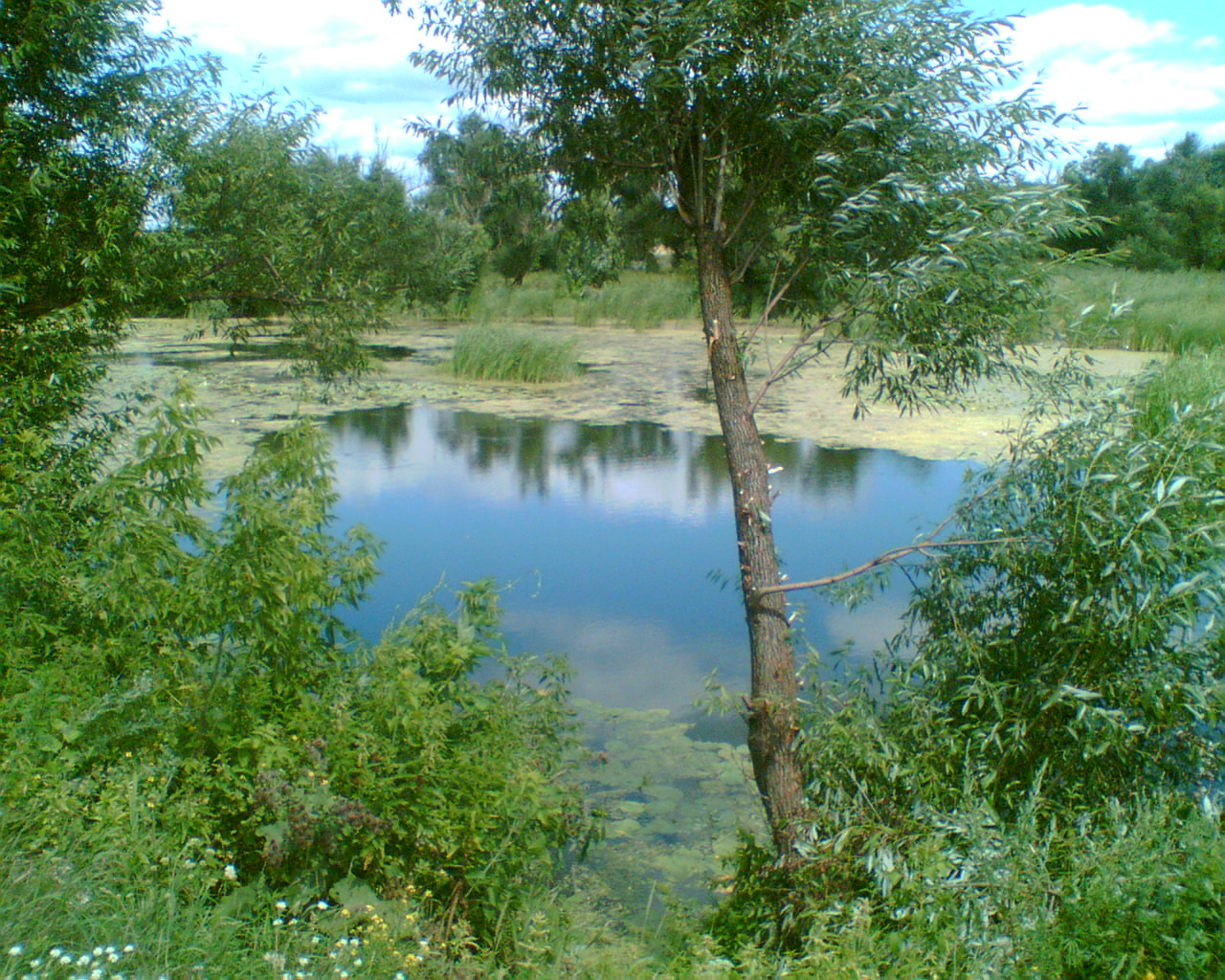
Идолга в Озерном летом

## Данные водного реестра
По данным государственного водного реестра России относится к Донскому бассейновому округу, водохозяйственный участок реки — Медведица от истока до впадения реки Терса, речной подбассейн реки — Дон между впадением Хопра и Северского Донца. Речной бассейн реки — Дон (российская часть бассейна).
Код объекта в государственном водном реестре — 05010300112107000008139.